# Pleurobrachia arctica
Pleurobrachia arctica är en kammanetart som beskrevs av Wagner 1885. Pleurobrachia arctica ingår i släktet Pleurobrachia och familjen Pleurobrachiidae. Inga underarter finns listade i Catalogue of Life.